# Afrikaspiele 2011/Teilnehmer (Namibia)
| Goldmedaillen | Silbermedaillen | Bronzemedaillen |
| ------------- | --------------- | --------------- |
| —             | 1               | —               |

Namibia nahm bei den Afrikaspielen 2011 in Maputo, Mosambik zum sechsten Mal an afrikanischen Spielen teil. Die namibischen Athleten wurden vom lokalen Organisationskomitee unter Leitung von Shivute Edelberth Katamba und Ndeulipula Hamutumwa nach Absprache mit dem Namibischen Nationalen Olympischen Komitee und der Namibischen Sport-Kommission nominiert und vom Vize-Minister für Jugend, Nationaldienste, Sport und Kultur verabschiedet. Namibia war mit 38 Sportlern in sieben Sportarten vertreten, zudem nehmen Sportler im Behindertensport teil.
Kurzfristig wurden die Radsportler Dan Craven und Lotto Petrus von der Teilnehmerliste gestrichen.

## Teilnehmer nach Sportart
Stand: 7. September 2011

### Behindertensport
- Aloisius Amutenya[4]
Herren, 200 Meter (T13)
- Johanna Benson[4]
Frauen, 100 Meter (T37)
Frauen, 200 Meter
Frauen, Weitsprung
- Arma Ekandjo
- Simson Kariseb
- Elias Ndimulunde
- Popyeni Sagaria[4]
Frauen, 100 Meter (F09)
- Ananias Shikongo[4]
Frauen, 400 Meter (T11)

### Boxen
- Titus Iyambo
Herren, Halbweltergewicht (64 kg)
- Simon Johannes
Herren, Bantamgewicht (56 kg)
- Nataneal Kamati
Herren, Fliegengewicht (52 kg)
- Mejandjae Kasuto
Herren, Mittelgewicht
- Tobias Munihango
Herren
- Elias Nashivela
Herren
- Jafet Uutoni
Herren, Leichtfliegengewicht (49 kg)

### Karate
- Namibia
Mannschaft
- Rowan Carstens
- Zaid Elly
- Ishmael Mukando
- Ace Mutelo
- Yotham Simasiku
- Moolman de Wet

### Leichtathletik
- Charlene Engelbrecht
Damen
- Dantago Gurirab
Herren
- Tjipekapora Herunga
Damen, 800 Meter
- Reinhold Iita
Herren
- Hitjevirue Kaanjuka
Herren
- Helalia Johannes
Damen, Marathon
- Globine Mayova
Damen
- Daniel Nghipandulwa
Herren, 400 Meter
- Kristof Shaanika
Herren

### Schach
- Frans Dennis
- Charles Eichab
- Otto Nakapunda
- Simon Shidolo

### Schwimmen
- Quinton Delie
Herren, 100 Meter Freistil
Herren, 200 Meter Freistil
- Daniela Lindemeier
Damen, 50 Meter Brust

### Triathlon
- Abrahm Louw
 Herren[5]